# Estampie
Estampie (estampida, łac. stantipes, wł. istanpitta) – średniowieczna pieśń i towarzyszący jej taniec, pochodzące z Prowansji, popularne między XII a XIV wiekiem we Francji, Włoszech, Anglii i Hiszpanii. W zakończeniu posiadały części szybsze: trotto i rotta. Tańczone były razem z saltarello. Czasami był to utwór wyłącznie instrumentalny.
Do naszych czasów dotrwało 16 estampie, 8 francuskich i 8 włoskich. We Francji zachował się dokument z XIII wieku Chansonnier du Roi, manuskrypt, który zawiera największy zbiór muzyki uprawianej przez trubadurów i truwerów. Znajdują się w nim Estampies royales. Są to utwory przeznaczone dla jednego śpiewaka. Najbardziej znaną estampie, z której zachowała się muzyka i tekst to pieśń Kalenda maya prowansalskiego trubadura Raimbauta de Vaqueiras.
Drugi dokument, w którym zachowały się estampie to manuskrypt Add. 29987, pochodzący z Włoch, datowany na około 1390 rok. Obecnie znajduje się w Narodowej Bibliotece (British Library), w Londynie. Wymienionych jest w nim 15 tańców, 8 z nich to estampie (w tekście istanpitta), oraz 4 saltarella, 1 trotta i 2 laments. Niektóre estampie mają własne nazwy: Isabella, Tre fontane (Trzy fontanny), In pro (Prośba), Principio di virtu (Zasada cnoty), Chominciamento di gioia (Początek radości).
O estampie wspomina także Robertsbridge Codex (manuskrypt 28550), pochodzący z opactwa Robertsbridge, datowany na lata (1320-1400). On także znajduje się w British Library, w Londynie. Wymienione są w nim 3 estampie i 3 motety, z których dwa pochodzą z Roman de Fouve.
O estampie pisze również Johannes de Grocheo w swoim traktacie De musica, datowanym na około 1350. Wspomina w nim, że estampie składało się z pewnej liczby fraz muzycznych, od 4 do 7, zwanych puncta. Każda puncta powtarzana była dwa razy, ale kończyła się za pierwszym razem inaczej niż za drugim. Jedno zakończenie nazywane było otwartym (vert) drugie zamkniętym (clos). Dla przykładu przy 4 frazach (A, B, C, D) i dwóch zakończeniach utwór był wykonywany w następujący sposób:
A vert A clos B vert B clos C vert C clos D vert D clos.
Niestety, nie zachował się opis kroków tych tańców, a jedynie muzyka. Z zachowanych opisów muzyki można przypuszczać, że były dość szybkie, skoczne i towarzyszyły im przytupy. Prawdopodobnie były to pierwsze tańce wykonywane w parach.
Obecnie można posłuchać estampie m.in. w wykonaniu rosyjskiego zespołu muzyki dawnej Drolls, goszczącego regularnie na Festiwalu Tańców Dworskich "Cracovia Danza".